# Húrok hídja

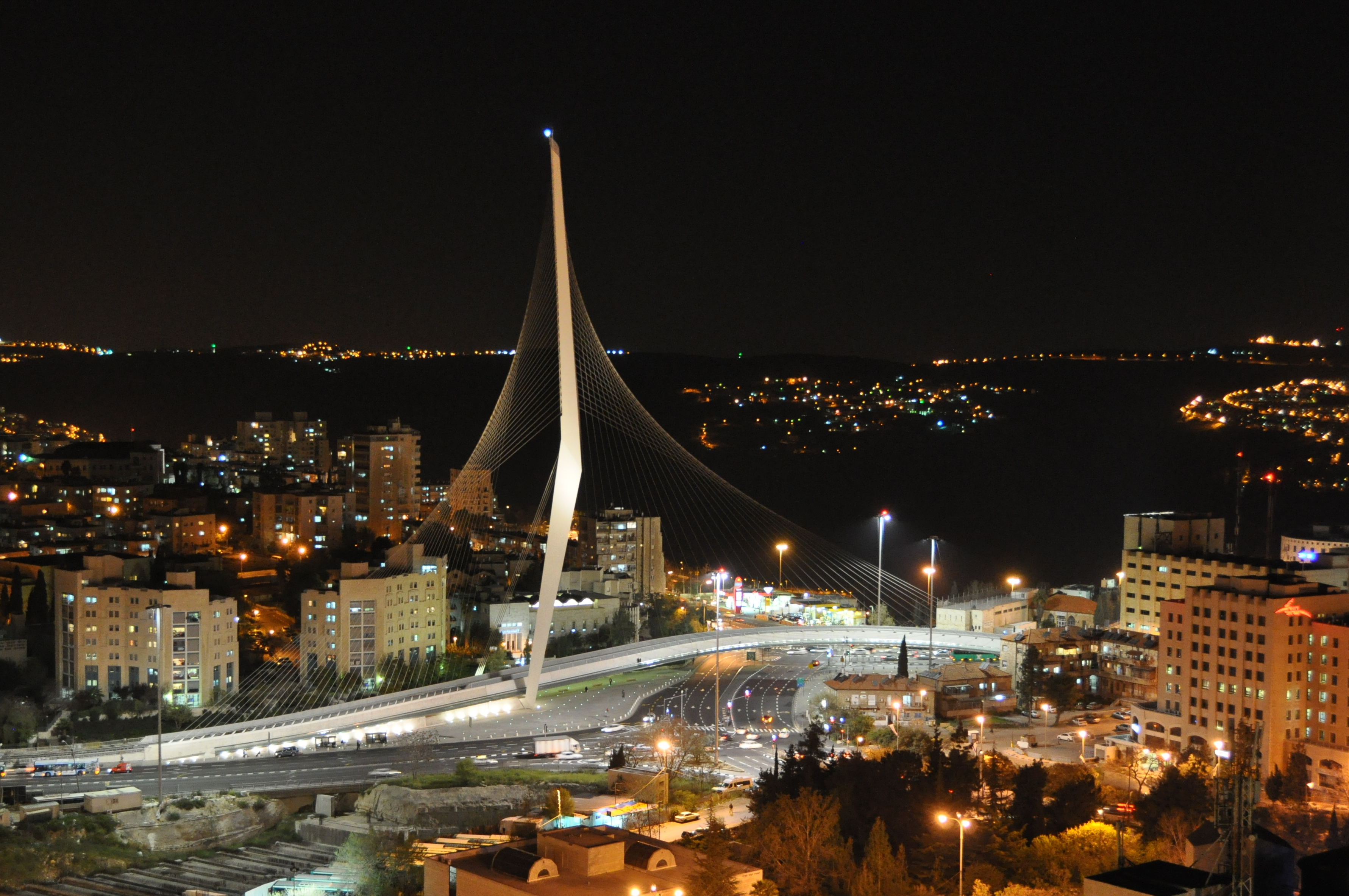
Húrok hídja éjszaka

A Húrok hídja (héberül: גשר המיתרים) egy konzolos ferdekábeles híd Jeruzsálemben. Az előreláthatólag 2010-ben elkészülő jeruzsálemi villamos átadása után a hidat a közúti vasút fogja használni, összekötve az elővárosokat a városközponttal. A híd a Herzl körút, és a Jaffa út forgalmas csomópontját keresztezi külön szinten, egy üvegfalú gyalogátkelőt is hordozva.

## Története
A híd építésének kezdete 2007 volt, a terveket Santiago Calatrava spanyol építész készítette. A híd építésének költsége 245 millió sékel volt, melyet jeruzsálemi önkormányzati, valamint állami forrásokból finanszíroztak. A hidat 2008. június 25-én nyitották meg, a rajta áthaladó villamosvonal 2010-ben várható teljes elkészültéig azonban a híd csak a gyalogos-kerékpáros kapcsolatokat biztosítja.
A tartószerkezet központi elemét alkotó pilon 119 méter magas, a hídszerkezetet 66 acélkábel tartja. A pilon Jeruzsálem legmagasabb építménye, melyből az izraeli főváros újabb szimbóluma, és turistalátványossága válhat.

## A híd kialakítása
A híd kialakításának alapjai Calatrava korábbi tervéhez, a sevillai világkiállításra 1992-ben készült Puente de Alamillóhoz hasonló. Míg egy hagyományos ferdekábeles híd erőjátéka a pilonból két irányban szimmetrikusan kifutó kábeleken alapul, addig a Húrok hídjánál a 380 méter hosszú hídszerekezetet csak egy, a hídon aszimmetrikusan elhelyezett, oldalirányba hátrahajló, ferdén megtört pilon ellensúlyozza, egy oldalra kifutó kábelek segítségével. Az így kialakuló szerkezet, bár statikailag merészebb, és kevésbé hatékony a hagyományos megoldásokhoz képest, építészetileg mindenképp egyedi, szokatlan, látványos megoldást alakít ki.

## Kritika a hídról
A projektet már a kezdetek óta sok ellenhang kíséri, elsősorban extravagáns és költséges megoldása miatt, utalva arra, hogy a probléma megoldására alacsonyabb költségű lehetőségek is rendelkezésre álltak. A híd esztétikája, és Jeruzsálemre gyakorolt hatása számos vitát generált. Jópár vélemény szerint a város egyik zsúfolt negyedében elhelyezett híd körül nincs elég terület, hogy a híd valós szépségében kibontakozhasson.

## Galéria az építésről

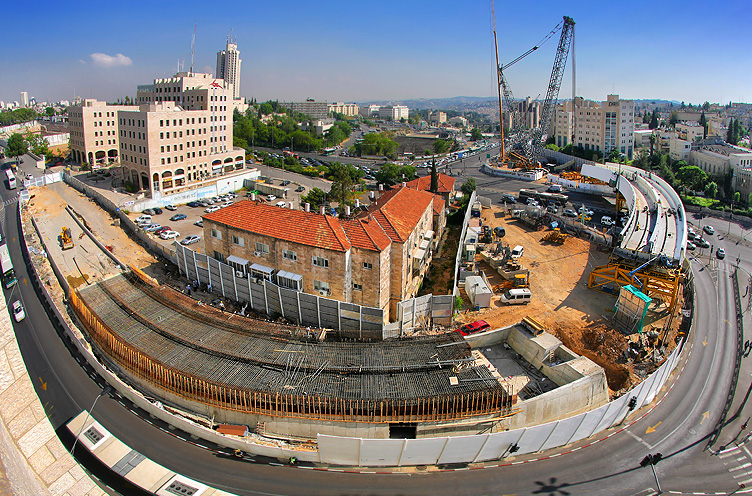
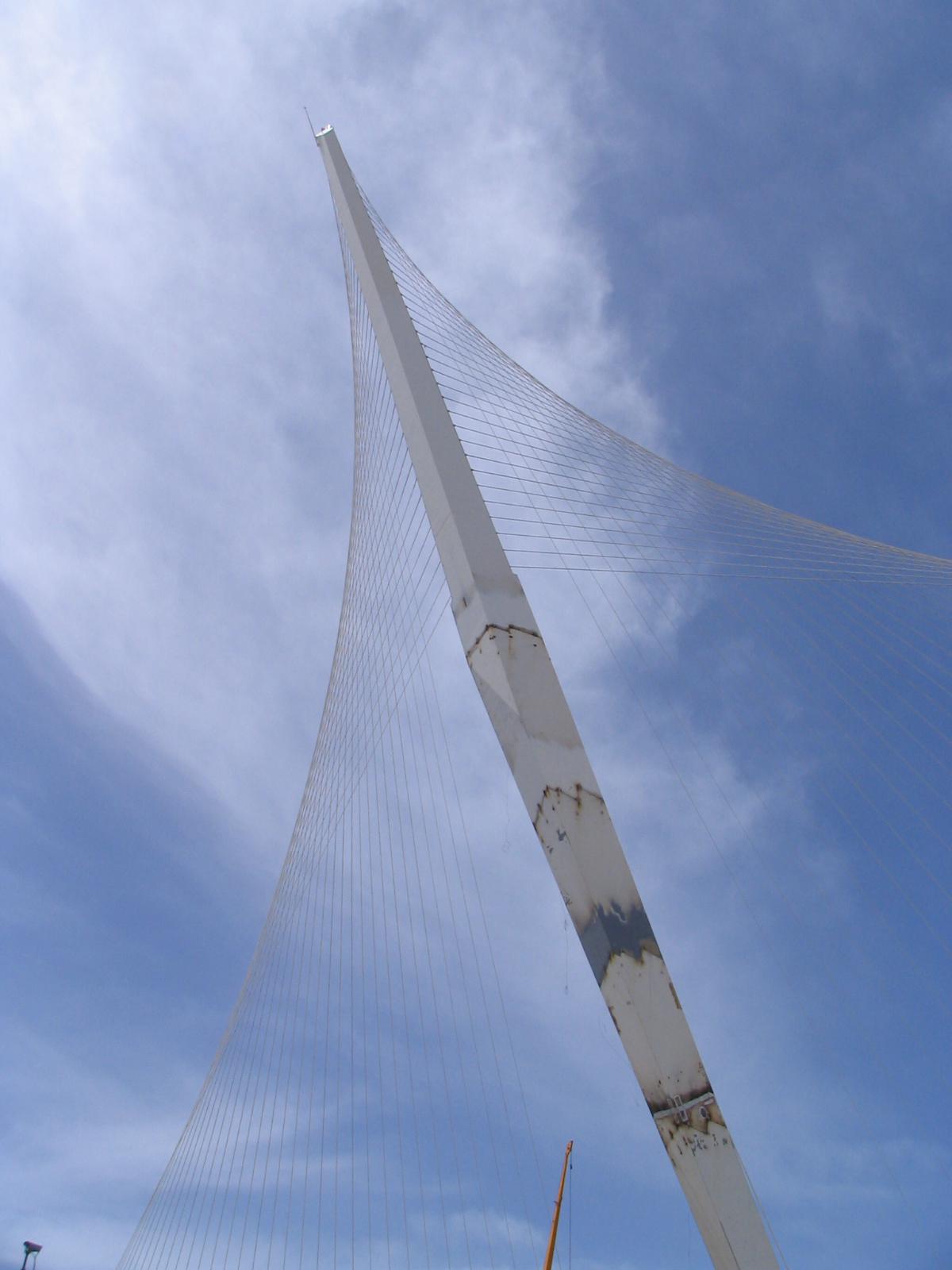
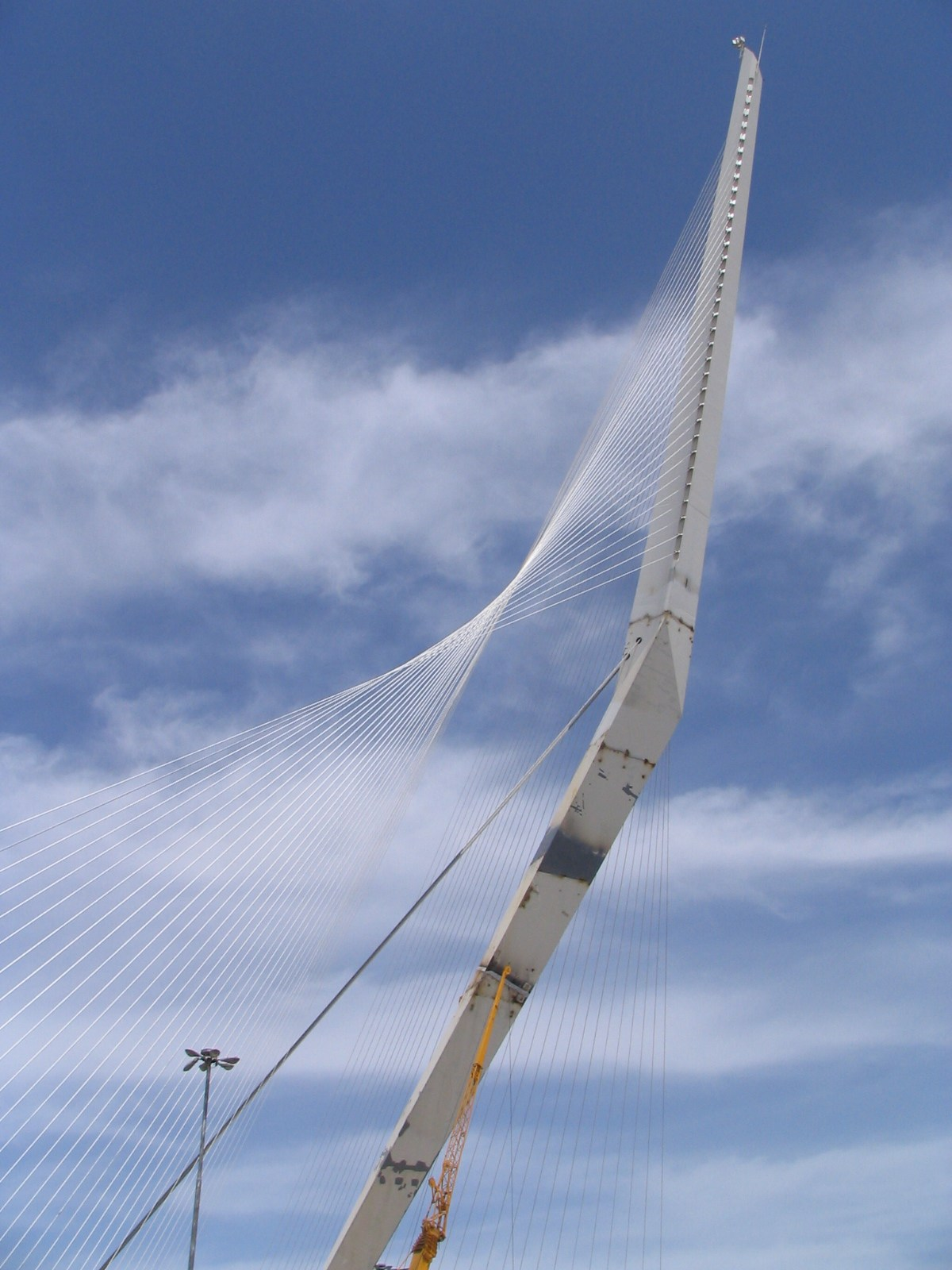

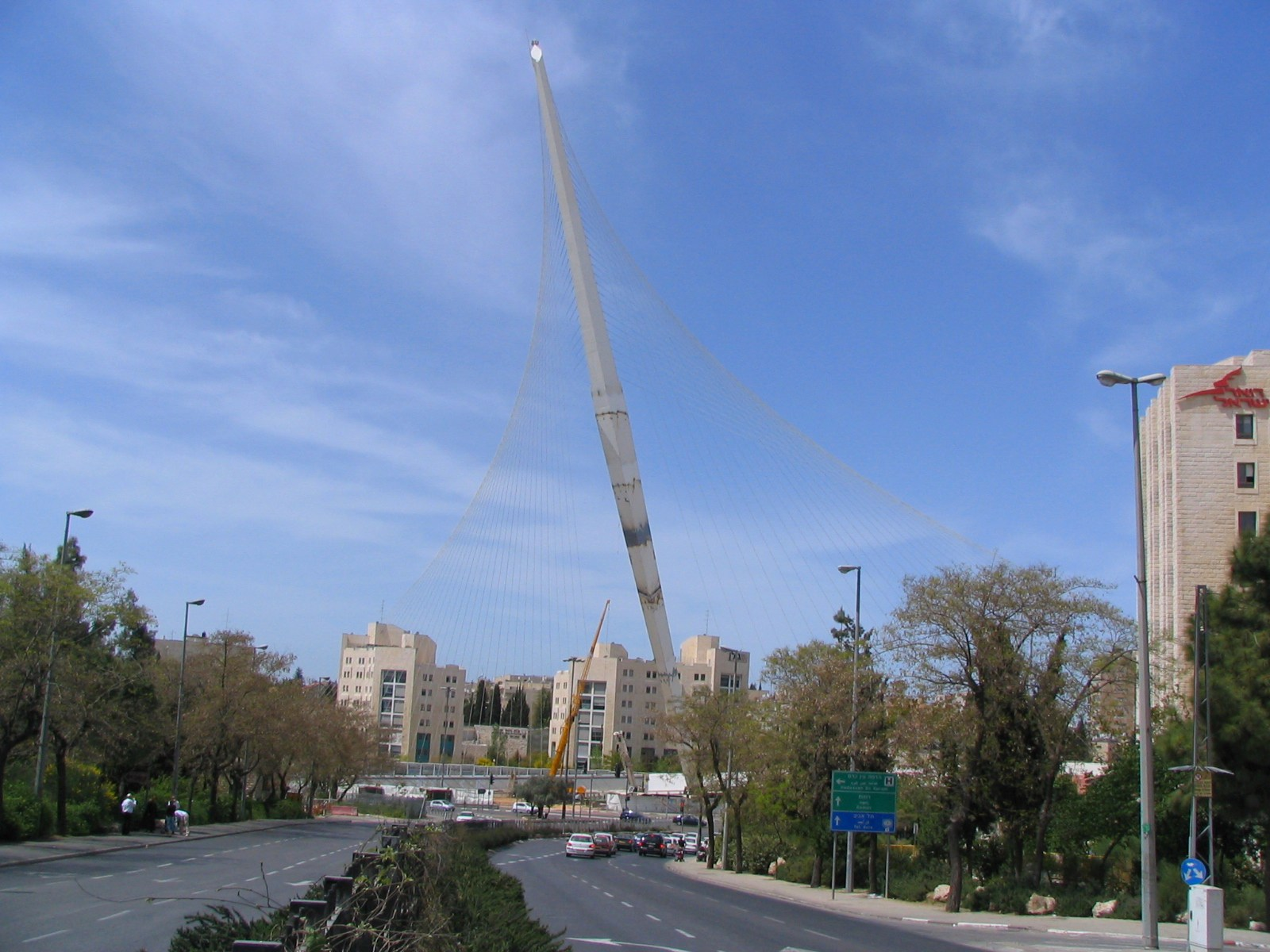
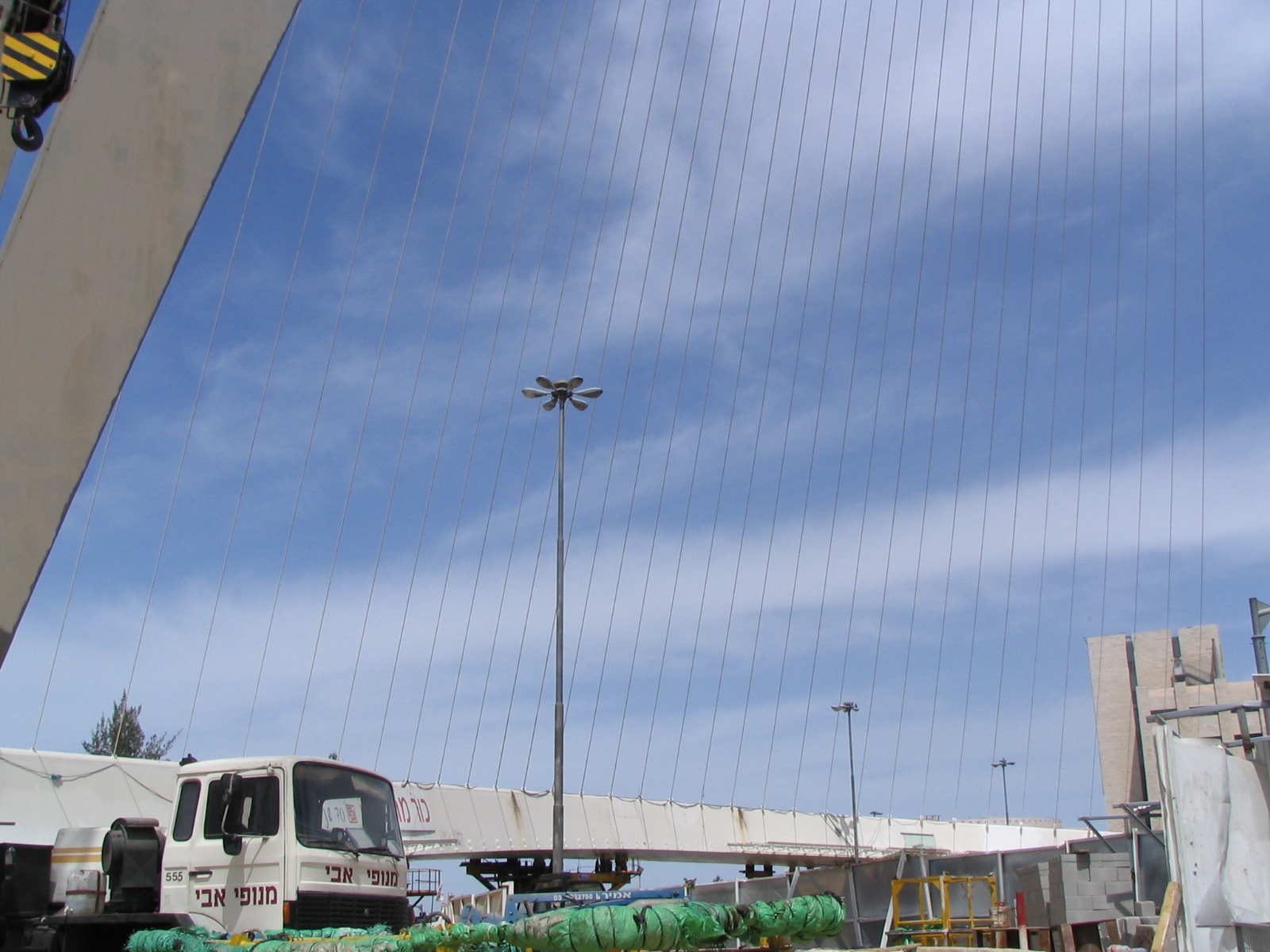
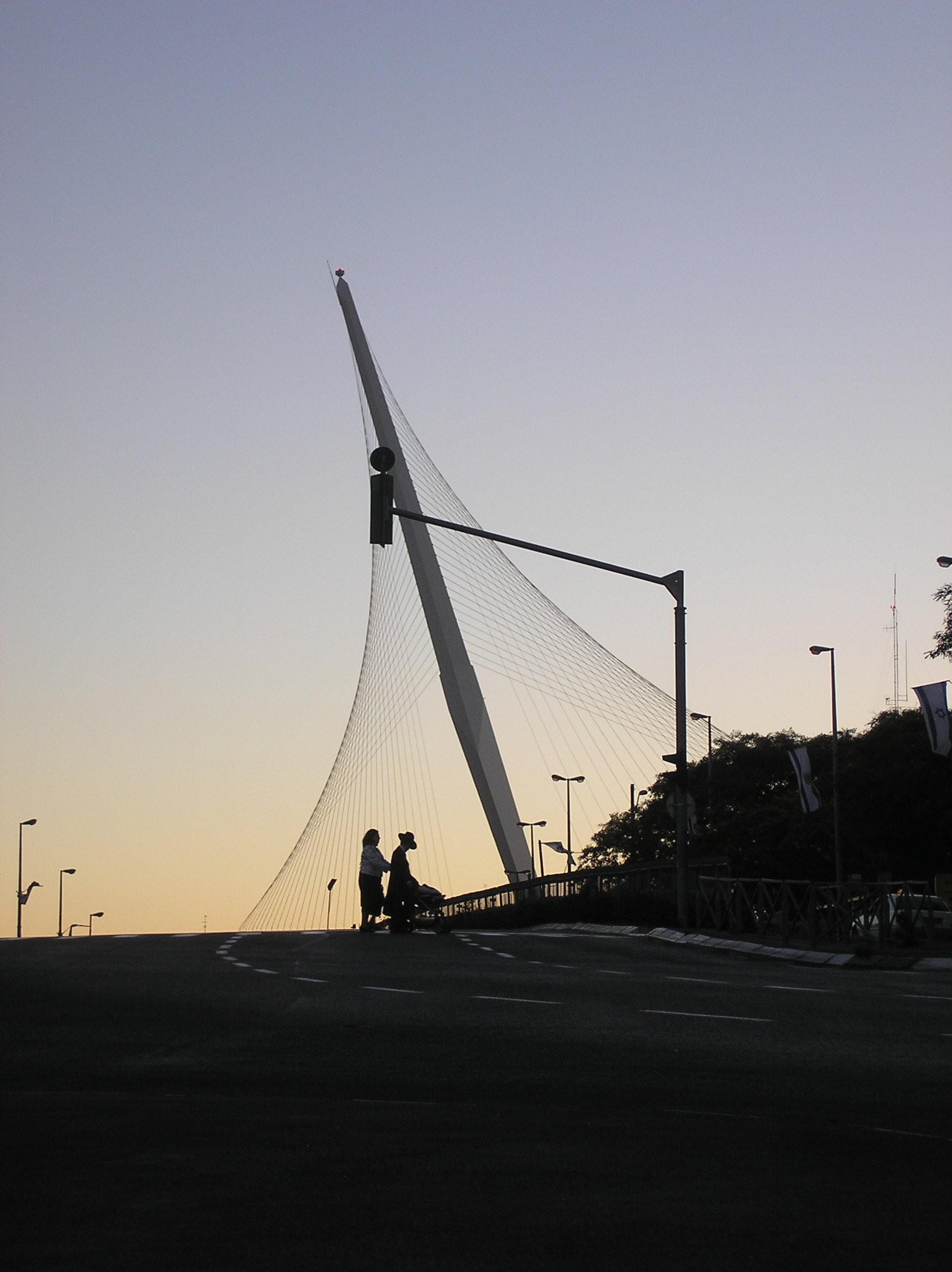

## Külső hivatkozások
- Deconstructing Calatrava - Haaretz - Israel News. [2008. június 3-i dátummal az eredetiből archiválva]. (Hozzáférés: 2008. július 2.)